# Ma Zongqing
Ma Zongqing (馬宗青S, Mǎ ZōngqīngP; 22 luglio 1975) è un'ex cestista cinese.

## Carriera
Con la Cina ha disputato i Giochi olimpici di Atlanta 1996 e i Campionati del mondo del 1994.